# کوشک رحیم‌آباد
کوشک رحیم‌آباد مربوط به دوره ایلخانی است و در ۴کیلومتری شرق بم واقع شده و این اثر در تاریخ ۲۷ مرداد ۱۳۷۷ با شمارهٔ ثبت ۲۰۹۹ به‌عنوان یکی از آثار ملی ایران به ثبت رسیده‌است.